# Tominanga aurea
Tominanga aurea är en fiskart som beskrevs av Kottelat, 1990. Tominanga aurea ingår i släktet Tominanga och familjen Telmatherinidae. IUCN kategoriserar arten globalt som sårbar. Inga underarter finns listade i Catalogue of Life.